# Rue Lenepveu
La rue Lenepveu est une voie de la commune d'Angers, département de Maine-et-Loire, en France.

## Situation et accès
Située dans le centre-ville, il s'agit d'une des artères commerçantes piétonnes les plus importantes du centre-ville d'Angers. C'est l'une des cinq grandes rues piétonnes d'Angers avec la rue d'Alsace, la rue de la Roë, la rue Saint-Aubin et la rue Saint-Laud.
 
La rue Lenepveu possède de nombreux immeubles d'habitations mais est surtout connue pour sa vocation commerçante : de nombreux commerces (voir plus bas) sont retrouvés sur cette rue, qui abrite également la braderie annuelle d'Angers au mois de juillet.
 
Elle s'étend sur près de 200 mètres, du nord-est au sud-ouest reliant la Rue du Mail, place du Pilori à la place du Ralliement.
Cette voie est une de celles qui conduisent au théâtre.
Transports

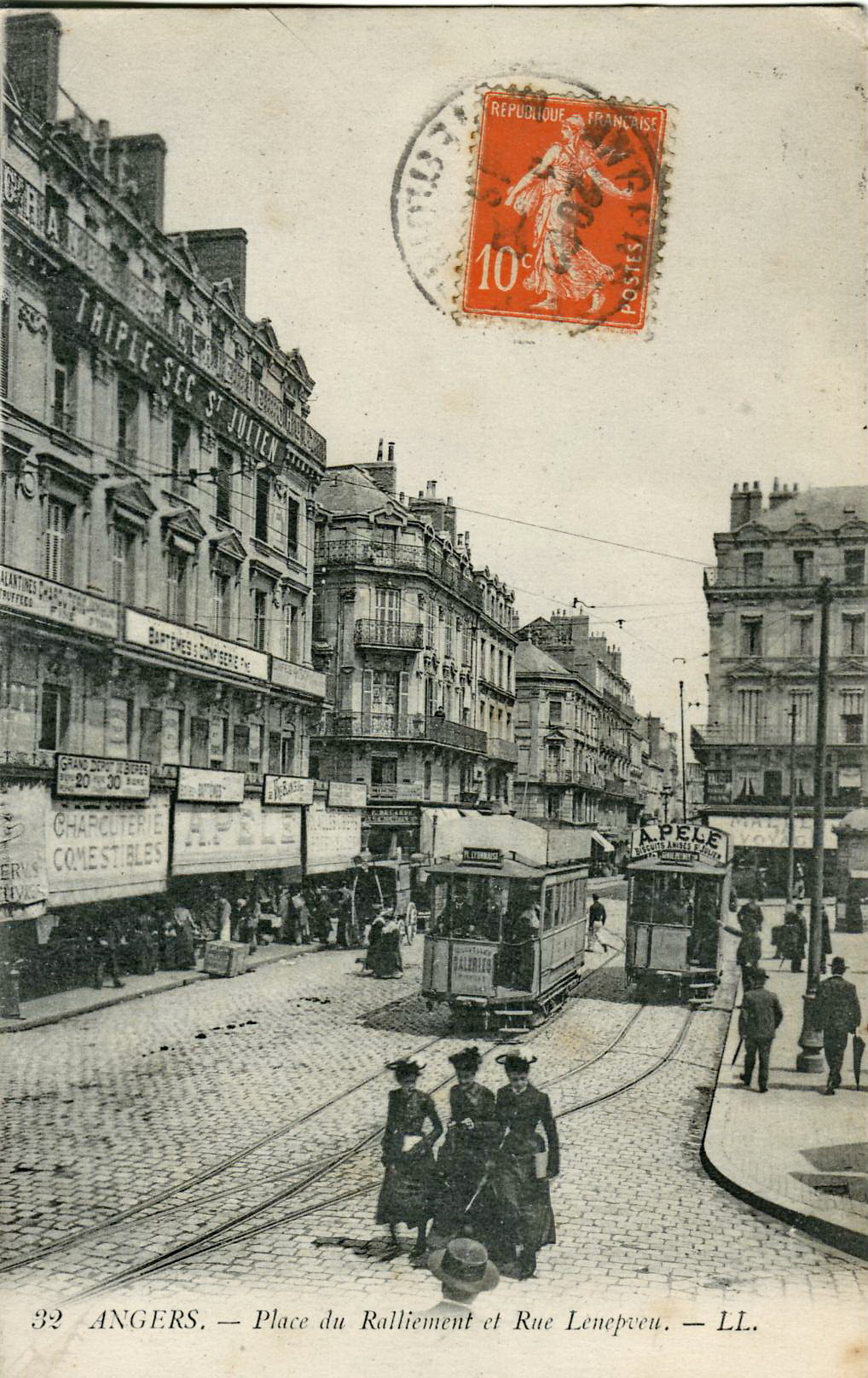
La rue Lenepveu était desservie par l'ancien tramway d'Angers, comme l'indique ce cliché des années 1910

La rue Lenepveu n'est pas accessible directement depuis les transports en commun Irigo.
Les arrêts les plus proches sont :
- République/Halles : lignes de bus 1, 6, 9, 11 et 14
- Lorraine-Foch: lignes de bus 1, 2, 3, 4 et 7

La station de tramway la plus proche est Ralliement

## Origine du nom
La rue doit son nom au peintre Jules Lenepveu qui est né dans une maison de cette rue, alors appelée « rue Milton ».

## Historique
La voie, précédemment connue sous le nom de « rue Milton », prend, par vote du conseil municipal, la dénomination « rue Lenepveu » le 17 novembre 1871.

## Bâtiments remarquables et lieux de mémoire
Elle fait preuve d'une grande richesse avec ses rares maisons à pans de bois et ses immeubles à la parisienne de style haussmannien.  
On y trouve aussi le Musée Pincé de style Renaissance, qui fait l’objet d’un classement au titre des monuments historiques depuis 1875.

### Commerces
Elle est composée de grandes enseignes: Zara, la Fnac ou encore Sephora.
Il y a aussi plusieurs boutiques de mode: Xanaka, Kookai, Bocage, Texto, Levi's store, Mango, Jacqueline Riu, Yves Rocher, Nocibé, ou de sport (Chausport), etc. Au-delà des boutiques de mode ou de luxe (bijouteries, par exemple), la Rue Lenepveu compte aussi des magasins de téléphonie mobile (The Phone House ou encore une Boutique Orange/France Télécom), un opticien, des magasins de chaussures, une librairie-papeterie (Contact), etc. 
Il n'y a pas de bars ou brasseries à proprement parler sur la rue, ceux-ci sont sur les rues afférentes (Rue des Poëliers, Rue Saint-Georges, Place du Pilori, Place du Ralliement). Il en est de même pour les commerces de bouche ou autres commerces de proximité. 
De par sa présence de nombreux magasins, la Rue Lenepveu est une des artères les plus fréquentées et des plus sécurisées d'Angers, se situant dans l'hyper-centre de la ville.

### Événements
Étant très fréquentée chaque jour, en particulier les samedis après-midi, cette rue voit se dérouler plusieurs animations chaque année : au mois de décembre a lieu le marché de Noël d'Angers appelé Soleil d'Hiver où des chalets sont placés tout au long de la rue.
Au mois de septembre, les participants aux Accroche-Cœurs y défilent ; au mois de mars, le Carnaval d'Angers y passe. Plusieurs théâtres de rues existent parfois aussi, ainsi que des animations diverses et variées.